# Japanski mučenici
Japanski mučenici (jap. 日本の殉教者, romanizirano: Nihon no junkyōsha) naziv je za više skupina kršćanskih mučenika koji su ubijani u nekoliko valova progona kršćana od druge polovine 16. do svršetka 17. stoljeća za vladavine Tokugawaškog šogunata. Više od 400 ih je beatificirano, a 42 i kanonizirano, te se časte u Katoličkoj Crkvi i imaju svoje spomendane u Katoličkome kalendaru.
Dosad kanonizirane skupine uključuju:
- Dvadesetšestero japanskih mučenika, ubijeni razapinjanjem 5. veljače 1597. u Nagasakiju; beatificirao ih je Urban VIII. 1627., a kanonizirao Pio IX. 1862.
- Dvjestopetero japanskih mučenika, ubijani 1617. – 1632.; beatificirao ih je Pio IX. 1867.
- Augustinski mučenici, ubijeni 11. prosinca 1632.; beatificirao ih Ivan Pavao II. 1989.
- Šesnaestero japanskih mučenika, ubijani 1633. – 1637.; beatificirao ih 1981. i kanonizirao 1987. Ivan Pavao II.
- Stoosamdesetiosmero japanskih mučenika, ubijani 1603. – 1639.; beatificirao ih Benedict XVI.

## Daljnje čitanje
- Omata Rappo, Hitomi: History and Historiography of Martyrdom in Japan, u: The Palgrave Handbook of the Catholic Church in East Asia, 2022.